# Hattușa
Hattușa (grafiat și Hattuša; în turcă și în unele texte în română: Hattușaș) a fost capitala statului antic al poporului hitit (zis și „imperiul hitit”). Ruinele orașului antic se află în provincia Çorum din Anatolia, lângă satul Boğazkale (fost Boğazköy), la limita nordică a ținutului antic anatolian Cappadocia.

## Istoricul orașului antic
Așezările cele mai timpurii din zona orașului Hattușa au apărut în neolitic, în mileniul al VI-lea î.Hr. și au dăinuit pînă în epoca bronzului timpuriu. Populația băștinașă a întemeiat aici așezarea cu numele Hattuș. În mileniul II î.Hr. la marginea localității a apărut o colonie de negustori asirieni, care se ocupau de comerțul local cu Mesopotamia. Prin intermediul lor a fost adoptat scrisul în Anatolia.
În acea epocă, pe înălțimea de la Büyükkale (numele actual, turc, al locului) a fost edificată o fortăreață pentru apărarea de eventuali agresori din exterior. În primele secole ale mileniului al II-lea î.Hr. au avut loc diverse conflicte între principii populației autohtone, hatticii, și grupul etnic al hitiților, imigrat, care încerca să-și extindă puterea politică. Arheologii au descoperit urme ale unui mare incendiu care a avut loc în jurul anului 1700 î.Hr. și care a cauzat mari distrugeri. Evenimentul este menționat într-un text redactat în scrierea cuneiformă. Potrivit acestui izvor, regele Anitta din Kușșara relatează că l-a înfrânt pe regele Piiuști din Hattuș și că i-a distruș orașul. Anitta blestemă Hattuș și anunță edificarea centrului său negustoresc la 160 km depărtare, la sud-est, în orașul Kaneș (sau Neșa), care ajunsese să aibă mare importanță și influență între coloniile comerciale asiriene.
Hattușa a fost recolonizată în a doua jumătate a secolului al XVII-lea î.Hr. Prințul hitit Labarna I (1565-1540 î.Hr.) și-a construit reședința aici, după care și-a pus numele Hattușili, „cel din Hattușa”. Aceasta reprezintă începutul istoriei capitalei hitiților, Hattușa, și a dinastiei regale hitite, din care sunt cunoscuți 27 de mari regi.
Hattușa avea însemnătate majoră și pe plan religios, ca oraș al zeilor și templelor. În orașul central de sus au fost descoperite resturile mai multor temple. Porțile orașului erau ornate cu figuri sacrale, lei, sfincși și figura în basorelief a unei zeități. Arheologii presupun că fragmentele făceau parte dintr-o instalație concepută ca stradă reprezentativă dedicată unor procesiuni rituale. Până în prezent, suprafețele rezidențiale și ale atelierelor meșteșugărești explorate arheologic sunt mici.
Descoperirile arheologice relevă că hitiții au practicat cultivarea unor cereale (mai ales orz și grâu cu un singur bob, Triticum monocoecum), a mazării, lintei, inului etc. Trei mari silozuri provin din epoca timpurie a hitiților în zonă. Pe înălțime, în resturile citadelei, au fost descoperite mai multe oseminte de cerb. Se presupune că aristocrația se îndeletnicea, în scopuri distractive, cu vânătoarea.

## Istoricul cercetărilor
Rămășițele capitalei hitite Hattușa au fost descoperite în 1834 de călătorul francez Charles Texier, care a cutreierat regiunea deluroasă central-anatoliană, dar care nu a fost în măsură să încadreze corect ruinele. Texier a documentat și schițat ruinele de lângă stânca sacrală numită pe turcește Yazılıkaya (Iazîlîkaia), devenită celebră prin scena așa-zisei «procesiuni a zeilor». În deceniile următoare, locurile au fost vizitate de alți cercetători, între care francezul E. Chantré, care a făcut primele fotografii, arhitectul german Carl Humann, Hamilton, Heinrich Barth și Otto Puchstein.
Primul cercetător care a avansat ipoteza că este vorba de capitala hitită Hattușa a fost asirologul berlinez, expert în scrierea cuneiformă, Hugo Winckler. În 1906, din însărcinarea societății Deutsche Orient-Gesellschaft (Societatea germană pentru Orient), Winckler și arheologul turc (de origine greacă) Theodor Makridi Bey au organizat prima campanie de săpături arheologice. Cercetările au continuat cu următoarele serii de săpături în 1907 și 1911-1912, în cadrul cărora au fost dezgropate circa zece mii de tăblițe de lut cu o mulțime de inscripții. După primul război mondial, lucrările au fost reluate abia în 1931, coordonator fiind Kurt Bittel.
Winckler și ulterior Bittel au găsit arhive, pe tăblițe de lut, ale regilor hitiți, între altele corespondența internațională a acestora. Astfel, Winkler a găsit documentul tratatului de pace încheiat între faraonul Ramses II și regele hitit Hattușili al III-lea, versiune redactată în akkadiană - cel mai vechi tratat de pace păstrat din istorie.
Coordonatori ai șantierelor arheologice ulterioare, cercetările continuând și astăzi, au fost Peter Neve (din 1978), Jürgen Seeher (din 1994) și Andreas Schachner (din 2006). Principalele cercetări au loc așadar sub egida Institutului German de Arheologie (Deutsches Archäologisches Institut|Deutsche Archäologische Institut - DAI). Anual sunt descoperite texte noi. Lucrătorii institutului au efectuat dupa anul 2000 lucrări importante de reconstituire și consolidare în privința unor segmente din instalația de fortificație. Arheologii au dezvoltat procedee de confecționare a materialului de construcție care să emuleze cât mai fidel materialul antic și tehnicile de lucru. Cartiere întregi așteaptă să fie explorate, iar mormintele regale încă nu au fost descoperite. Fragmente din sistemul de conducte pentru apa potabilă, construit cu patru milenii în urmă, sunt în stare de funcțiune și astăzi.
Hattușa a fost trecută în 1986 pe lista UNESCO a patrimoniului cultural mondial. Din 2001, arhivele pe tăblițe de lut inscriționate cu semne cuneiforme, expuse la Muzeul de Arheologie din Istanbul și la Muzeul Civilizației Anatoliene din Ankara, au fost de asemeni incluse pe lista UNESCO.